# 徐曙光
徐曙光（1964年—），山東威海人，1987年前往美国。1990年從南加州大学毕业。同年担任百老汇控股公司财务经理。1994年担任美国NYSE上市SantaAnita娱乐房地产投资基金公司财务总监。2004年回中国创建格林豪泰经济型连锁酒店。2009年创办葡萄酒直销平台我邀酒信息科技（上海）有限公司任总裁。现任格林豪泰酒店管理集团董事长兼总裁，我邀酒信息科技有限公司董事长。